# Nicolas Daragon
Pour les articles homonymes, voir Daragon.
Ne doit pas être confondu avec Nicolas Dragon.
Nicolas Daragon, né le 12 mars 1972 à Valence (Drôme), est un homme politique français. Membre du parti Les Républicains, il est maire de Valence depuis 2014 et vice-président du conseil régional d'Auvergne-Rhône-Alpes depuis 2016.
Du 21 septembre au 23 décembre 2024, il est ministre délégué auprès du ministre de l’Intérieur, chargé de la Sécurité du quotidien, dans le gouvernement Michel Barnier.

## Biographie

### Famille et formation
Nicolas Daragon naît le 12 mars 1972 à Valence dans le département de la Drôme.
Après des études supérieures commencées à l'université Pierre-Mendès-France (Grenoble-II), il obtient un DEA de Droit à l'université Aix-Marseille-III puis le master 2 « Business Unit Management » d'HEC Paris.
Il est divorcé.

### Parcours professionnel
De 1997 à 2000, il est cadre dans le secteur du tourisme.

### Maire de Valence et vice-président du conseil régional
Lors des élections municipales de 2014, Nicolas Daragon conduit la liste de rassemblement de la droite et du centre à Valence, qui est élue au second tour avec 53,5 % face à la liste de gauche conduite par le maire sortant et une liste Front national. Élu maire le 5 avril suivant, il est dans la foulée élu président de la communauté d'agglomération Valence Agglo – Sud Rhône-Alpes.
Un an plus tard, les cantons ayant étant redécoupés, Nicolas Daragon se présente aux élections départementales dans le canton de Valence-3. Il est élu conseiller départemental en binôme avec Geneviève Girard, maire de Portes-lès-Valence, avec 73 % des voix au second tour face au binôme du Front national. Il devient vice-président du conseil départemental.
Lors des élections régionales de 2015 en Auvergne-Rhône-Alpes, il est la tête de liste LR-UDI-MoDem-Société civile pour le département de la Drôme. Après la victoire de cette liste au niveau régional, Nicolas Daragon devient vice-président du conseil régional d'Auvergne-Rhône-Alpes, chargé du tourisme et du thermalisme. Touché par le cumul des mandats, il démissionne de ses fonctions départementales et est remplacé par son suppléant, Franck Soulignac. Il prend en 2016 la présidence du comité régional du tourisme Rhône-Alpes, dissous l'année suivante.
Le 1er janvier 2017, la communauté d'agglomération Valence-Romans Sud Rhône-Alpes devient communauté d'agglomération Valence Romans Agglo et Nicolas Daragon est reconduit à la présidence.
Candidat à un nouveau mandat à la tête d'une liste de droite lors des élections municipales de 2020, il l'emporte dès le premier tour, le 15 mars, en obtenant 59,5 % des voix. Il est réélu maire de Valence le 23 mai 2020. Peu après, seul candidat en lice, il est réélu à la tête de la communauté d'agglomération Valence Romans Agglo.
Le magazine Le Point l'accuse dans un article paru en 2023 d’être « sous emprise islamiste » pour avoir autorisé un projet de collège musulman par « clientélisme », puis « fait marche arrière sous la pression médiatique ».

### Ministre délégué chargé de la Sécurité du quotidien
Le 21 septembre 2024, il est nommé ministre délégué auprès du ministre de l’Intérieur, chargé de la Sécurité du quotidien, dans le gouvernement Michel Barnier.

## Détail des mandats et fonctions
Au cours de sa carrière politique, Nicolas Daragon est :
- conseiller municipal de Valence (depuis 1995) ;
- adjoint au maire de Valence (2001-2008) ;
- conseiller général de la Drôme, élu dans le canton de Valence-2 (2004-2015) ;
- maire de Valence (depuis 2014) ;
- président de la communauté d'agglomération Valence-Romans Sud Rhône-Alpes (2014-2017) ;
- conseiller départemental de la Drôme, élu dans le canton de Valence-3 (2015-2016) ;
- treizième vice-président du conseil régional d'Auvergne-Rhône-Alpes (2016-2021) ;
- président de la communauté d'agglomération Valence Romans Agglo (depuis 2017) ;
- président de l'Association des maires de la Drôme (depuis 2020) ;
- deuxième vice-président du conseil régional d'Auvergne-Rhône-Alpes (depuis 2021) ;
- vice-président de l'Association des maires de France (depuis 2021).

## Pour approfondir